# Hylaeus ugandicus
Hylaeus ugandicus là một loài Hymenoptera trong họ Colletidae. Loài này được Cockerell mô tả khoa học năm 1939.